# Довжоцька волость
Довжоцька волость — історична адміністративно-територіальна одиниця Кам'янецького повіту Подільської губернії з центром у селі Довжок.

## Склад волості
Станом на 1885 рік складалася з 23 поселень, 14 сільських громад. Населення — 11 073 осіб (5 344 чоловічої статі та 5 729 — жіночої), 1420 дворових господарства.
|                     | Площа, десятин | У тому числі орної, десятин |
| ------------------- | -------------- | --------------------------- |
| Сільських громад    | 6720           | 5947                        |
| Приватної власності | 10634          | 5054                        |
| Казенної власності  | 171            | -                           |
| Іншої власності     | 630            | 570                         |
| Загалом             | 18155          | 11571                       |

Основні поселення волості:
- Довжок — колишнє власницьке село за 3 версти від повітового міста, 430 осіб, 69 дворових господарств, волосне правління, 2 православні церкви, школа, заїжджий будинок.
- Голосків — колишнє власницьке село при річці Смотрич, 550 осіб, 88 дворових господарств, православна церква, заїжджий будинок, водяний млин, пивоварний завод.
- Карвасари — колишнє власницьке і державне містечко при річці Смотрич, 90 осіб, 7 дворових господарств, православна церква, синагога, 3 єврейські молитовні будинки, заїжджий будинок, лавка, базар по неділях.
- Княгинин — колишнє власницьке село при річці Жванець, 930 осіб, 139 дворових господарств, православна церква, заїжджий будинок, водяний млин, винокурний завод.
- Лясківці — колишнє власницьке село при річці Жванчик, 805 осіб, 140 дворових господарства, православна церква, заїжджий будинок.
- Нагоряни — колишнє власницьке село при річці Суржанка, 853 особи, 150 дворових господарства, православна церква, 2 заїжджих будинки.
- Острівчани — колишнє власницьке село, 607 осіб, 101 дворове господарство, православна церква, заїжджий будинок, винокурний завод.
- Пудлівці — колишнє власницьке і державне село при річці Смотрич, 800 осіб, 150 дворових господарств, православна церква, заїжджий будинок.
- Ходорівці — колишнє власницьке село при річці Кармалітанка, 740 осіб, 126 дворових господарств, православна церква, заїжджий двір, 2 водяні млини.

## Ліквідація волості
Друга сесія ВУЦВК VII скликання, яка відбувалася 12 квітня 1923 р., своєю постановою «Про новий адміністративно-територіальний поділ України» скасувала волості і повіти, замінивши їх районами. Поселення волості ввійшли до складу Довжоцького району.